# Move (album)
Move là album thứ ba, với tựa tiếng Việt Chuyển động của ca sĩ Lưu Hương Giang. Album này đánh dấu bước ngoặt trong sự nghiệp âm nhạc của Lưu Hương Giang, "một sự chuyển động mạnh mẽ trong cá tính và con người âm nhạc của Giang". Không như những album và bài hát trước đây cô thể hiện, album thứ ba bao gồm vài bài hát của các ca sĩ khác đã phát hành nhưng được phối lại để tạo sự mới lạ.
Tên gọi của album cũng chính là nội dung cô muốn gửi gắm: Con người không thể đứng yên mà phải chuyển động bắt kịp thời đại... Album này bao gồm các bài hát bằng tiếng Anh và tiếng Việt của các nhạc sĩ nổi tiếng hiện tại: Lưu Thiên Hương - chị ruột của cô, Hồ Hoài Anh & Trọng Nghĩa.
Đây là album được đầu tư lớn nhất về kinh phí cũng như là thời gian so với những đĩa đã phát hành trước đây của cô.

## Thông tin
Move gồm tất cả 11 ca khúc. Nó là một tổng thể hài hoà, đa dạng giữa những bản phối tiết tấu Pop trẻ trung đầy bùng nổ của "Cô gái tự tin", "Em sẽ là giấc mơ", phần thử nghiệm phong cách World Electro trong "Trăng và em", những bản ballad tình cảm ở "Nụ hôn cuối", "You are the One" và gợi lại phong cách âm nhạc chủ đạo của Lưu Hương Giang trong những album trước đây với ca khúc "No Way".
Album không còn những bản rock điên cuồng, không còn những rock alternative như "Giọt sương và chiếc lá" nữa. Move là một tác phẩm hòa hợp nhiều thể loại bên trong, có thể kể như:
- World electro: "Trăng và em"[1]
- Pop: "Cô gái tự tin", "Em sẽ là giấc mơ"
- Ballad: "Nụ hôn cuối", "You're the One"
- Rock alternative: "No Way"
- Nhạc phim: "Maria", một chuyển thể từ Hàn Quốc

...

## Danh sách bài hát
| STT | Nhan đề                                     | Phổ nhạc                                 | Thời lượng |
| --- | ------------------------------------------- | ---------------------------------------- | ---------- |
| 1.  | "Cô gái tự tin"                             | Hồ Hoài Anh                              |            |
| 2.  | "Hẹn gặp lại anh"                           | Lưu Thiên Hương                          |            |
| 3.  | "Chuyến bay hạnh phúc"                      | Hồ Hoài Anh                              |            |
| 4.  | "Maria"                                     | Lời Việt: Lưu Thiên Hương                |            |
| 5.  | "Nụ hôn cuối"                               | Hồ Hoài Anh                              |            |
| 6.  | "You're the One" (song ca cùng Hà Anh Tuấn) | Nhạc: Hồ Hoài Anh; Lời Anh: Tạ Thùy Minh |            |
| 7.  | "Em sẽ là giấc mơ" (beatbox: M.K)           | Lưu Thiên Hương                          |            |
| 8.  | "Trăng và em"                               | Hồ Hoài Anh, Trọng Nghĩa                 |            |
| 9.  | "No Way"                                    | Trọng Nghĩa                              |            |
| 10. | "Cô gái tự tin" (nhạc nền)                  |                                          |            |
| 11. | "Hẹn gặp lại anh" (nhạc nền)                |                                          |            |

## Đĩa đơn

Bìa đĩa đơn "Hẹn gặp lại anh"

Để chuẩn bị cho việc phát hành album này, đĩa đơn "Hẹn gặp lại anh" được tung ra thị trường vào ngày 4 tháng 8, đúng một tháng trước khi album ra mắt.
Đĩa đơn này chỉ gồm một bài hát và được thể hiện theo nhiều hướng khác nhau: Semiclassic HipHop, Electro House và Instrument.

## Giải thưởng
"Em sẽ là giấc mơ" được bình chọn là bài hát được yêu thích nhất của tháng 5 năm 2008 và của cả năm trong chương trình Bài hát Việt.

## Danh sách thực hiện
- Nhạc – Anh em Studio
- Tạo mẫu – Cường Hoàn Lệ (tóc), Bảo Bảo (trang điểm)
- Thiết kế mỹ thuật – Cao Trung Hiếu
- Thiết kế thời trang – Đức Duy
- Quay phim – Nguyễn Nam, Minh Hoàng
- Đạo diễn – Nguyễn Tranh
- Nhà sản xuất - Nguyễn Viết Tân, Hồ Hoài Anh
- Ghi-ta – Quốc Long
- Beatbox – M.K
- Vocal nền – Lưu Thiên Hương, Cutí, Lưu Hương Giang